# Навсякъде ти
„Навсякъде ти“ (на турски: Her Yerde Sen) е турски сериал, премиерно излъчен през 2019 г.

## Излъчване
| Сезон | Епизоди | Начало на сезона | Край на сезона  | Всички епизоди | ТВ сезон | ТВ канал | Дата и час           |
| ----- | ------- | ---------------- | --------------- | -------------- | -------- | -------- | -------------------- |
| 1     | 23      | 14 юни 2019      | 23 ноември 2019 | 1 – 23         | 2019     | FOX      | петък/събота (20:00) |

## Излъчване в България
| Сезон | Епизоди | Начало на сезона | Край на сезона    | Всички епизоди | ТВ сезон | ТВ канал | Дата и час                 |
| ----- | ------- | ---------------- | ----------------- | -------------- | -------- | -------- | -------------------------- |
| 1     | 75      | 10 март 2020 г.  | 25 август 2020 г. | 1 – 75         | 2020 г.  | bTV Lady | всеки делничен ден (22:00) |

## Актьорски състав
- Фуркан Андъч – Демир Ерендил
- Айбюке Пусат – Селин Север-Ерендил
- Али Яааджъ – Бурак Янгел
- Аслъхан Малбора – Айда Акман
- Али Гьозюширин – Ибрахим Тунч/Ибо
- Дениз Ъшън – Мерве Мутлу
- Ейлюл Су Сапан – Алара Гиритли
- Али Баркън – Бора Дуру
- Джем Джюдженоглу – Мухарем Уста
- Фатих Йозкан – Ферух Йоздемир
- Айфер Токатлъ – Азмийе Бошгечмез
- Азиз Джанер Инан – Ведат Айхан
- Айше Тунабойлу – Лейля Гюнебакан
- Бинур Шербетчиоглу – Фирузе Гюнебакан
- Бесте Кьокдемир – Ейлюл Гюндюзели

## В България
В България сериалът започва на 10 март 2020 г. по bTV Lady и спира на 20 март заради недостига на дублиращ персонал във връзка с глобалните мерки за карантина, наложени заради разрастващата се световна пандемия от коронавирус. На 26 май е показано продължението на сериала и завършва на 25 август. На 3 май 2022 г. започва повторно излъчване и завършва на 6 юли. На 18 януари 2021 г. започва излъчване по bTV и завършва на 24 март. Дублажът е на студио Медиа Линк. Ролите се озвучават от Христина Ибришимова, Ирина Маринова, Цветослава Симеонова, Радослав Рачев и Виктор Танев.